# Min kusin Vinny
Min kusin Vinny (originaltitel: My Cousin Vinny) är en amerikansk komedifilm från 1992, regisserad av Jonathan Lynn och med Joe Pesci i huvudrollen. Filmen blev Fred Gwynnes sista film innan han dog av pankreascancer 2 juli 1993.
Marisa Tomei vann en Oscar för bästa kvinnliga biroll för sin roll som Mona Lisa Vito.

## Handling
Billy och Stan arresteras i Alabama oskyldigt misstänkta för mord på ett butiksbiträde. Eftersom de inte har råd att anlita en försvarare till rättegången ringer Billy sin kusin, advokaten Vinny från New York. Vinny har tagit examen på sitt sjätte försök och har aldrig representerat en åtalad i en huvudförhandling. Samtidigt som Vinny arbetar för att vinna målet åt Billy och Stan försöker han även driva in vinstpengar från ett biljardspel som hans flickvän vunnit över en av byborna.

## Rollista
- Joe Pesci - Vincent "Vinny" Gambini
- Marisa Tomei - Mona Lisa Vito
- Ralph Macchio - Billy Gambini
- Mitchell Whitfield - Stan Rothenstein
- Fred Gwynne - Domare Chamberlain Haller
- Lane Smith - Åklagare Jim Trotter, III
- Bruce McGill - Sheriff Dean Farley
- Austin Pendleton - John Gibbons
- Chris Ellis - J.T.
- James Rebhorn - George Wilbur
- Maury Chaykin - Sam Tipton
- Raynor Scheine - Ernie Crane